# Мртва зона
Мртва зона (енгл. The Dead Zone) је амерички научнофантастични хорор филм из 1983. године, редитеља Дејвида Кроненберга, рађен по истоименом роману Стивена Кинга. Главне улоге тумаче: Кристофер Вокен, Брук Адамс, Том Скерит, Херб Лом, Мартин Шин и Ентони Зербе. Радња прати Џонија Смита који се после 5 година буди из коме и открива да је добио способност да гледа у будућност.
Филм је добио веома позитивне критике  и зарадио је преко 20 милиона долара. Награђен је Сатурном за најбољи хорор филм, а на додели исте награде Вокен је био номинован за најбољег главног глумца, Кроненберг за најбољег режисера, а Боам за најбољег сценаристу. Критичари сајта Ротен томејтоуз су оценили Мртву зону са 90% и назвали је „једном од најбољих Кингових адаптација”. Интересантно је да на самом почетку филма лик кога тумачи Кристофер Вокен говори о причи „Легенда о Успаваној долини” Вашингтона Ирвинга, да би 16 година касније управо Вокен тумачио главног негативца у филмској адаптацији ове приче.
У периоду од 2002. до 2007. емитована је телевизијска серија која представља римејк овог филма и још једну адаптацију Кинговог романа.

## Радња
Џони Смит ради као наставник књижевности у Мејну. Већ неколико година је у вези са својом девојком Саром Брекнел и њих двоје планирају да се ускоро венчају. Једне кишне ноћи, Џони је имао тешку саобраћајну несрећу која га је оставила у коми. Када се пробудио, његов доктор, Сем Визак га обавештава да је прошло пет година од његове несреће, а родитељи му говоре да се Сара у међувремену удала за другог човека.
Џони убрзо открива да приликом физичког контакта са особом може да види детаље из њене прошлости из будућности. На овај начин, он помаже једној медицинској сестри да спасе своју ћерку из пожара и др Визаку да ступи у контакт са својом мајком коју није видео од Другог светског рата. На молбу локалног шерифа, Џони се прикључује потрази за серијским убицом и открива његов идентитет. Сара га посећује са својим сином и говори му да не жели да одустане од свог садашњег живота, упркос томе што га и даље воле.
На предизборном митингу популистичког председничког кандидата по имену Грег Стилсон, Џони се рукује с њим и открива да ће он победити на изборима и у будућности изазвати нуклеарни рат. Након разговора са др Визаком у коме му он говори да може да врати време, да би убио Адолфа Хитлера и по цену свог живота, Џони одлучује да уради исто и убије Стилсона. У покушају атентата, Џони промаши први пут, након чега Стилсон узима Сариног једногодишњег сина и користи га као заштиту. Џони се не усуђује да ризикује да погоди Сарину бебу, што користи Стилсонов телохранитељ и упуца га. Пре него што умре, Џони додирне Стилсона и види да у новинама излази његова слика како се бебом брани од атентатора. Ово је означило његову политичку смрт, а Стилсон је након тога извршио самоубиство. Џони му говори да је „готов” и умире задовољан што је спречио нуклеарни рат.

## Улоге
| Глумац          | Улога                    |
| --------------- | ------------------------ |
| Кристофер Вокен | Џони Смит                |
| Брук Адамс      | Сара Брекнел             |
| Том Скерит      | шериф Џорџ Банерман      |
| Херберт Лом     | др Сем Визак             |
| Ентони Зербе    | Роџер Стјуарт            |
| Колин Дјурст    | Хенријета Дод            |
| Мартин Шин      | Грег Стилсон             |
| Николас Кембел  | заменик шерифа Френк Дод |
| Сајмон Крејг    | Крис Стјуарт             |
| Геза Ковач      | Сони Елиман              |
| Џеки Бароуз     | Вера Смит                |
| Шон Саливан     | Херб Смит                |